# Предсједник Републике Српске
Предсједник Републике Српске представља Републику Српску и изражава њено државно јединство.
Актуелни предсједник ентитета Република Српска је Милорад Додик. Сједиште предсједника је у Палати Републике Српске у Бањој Луци.

## Надлежности
Предсједник Републике Српске:
- представља Републику Српску,
- предлаже Народној скупштини кандидата за предсједника Владе,
- предлаже Народној скупштини кандидате за предсједника и судије Уставног суда на предлог Високог судског и тужилачког савјета,
- указом проглашава закон у року од седам дана од дана његовог усвајања у Народној скупштини. У том року предсједник Републике може захтијевати од Народне скупштине да поново одлучује о закону. Предсједник Републике је дужан да прогласи закон који је поново усвојен у Народној скупштини,
- даје помиловања,
- додјељује одликовања и признања утврђена законом;
- обавља послове из области безбједности и односа Републике Српске са другим државама и међународним организацијама;
- указом, на предлог Владе, поставља и опозива шефове представништава Републике Српске у иностранству и предлаже амбасадоре и друге међународне представнике Босне и Херцеговине из Републике Српске;
- образује савјетодавна тијела и стручне службе за обављање послова из своје надлежности;
- може, пошто саслуша мишљење предсједника Владе и предсједника Народне скупштине, да одлучи да Народна скупштина буде распуштена;
- може тражити од предсједника Народне скупштине Републике Српске сазивање сједнице Народне скупштине Републике Српске;
- има право предлагања закона, других прописа и општих аката;
- може, без ограничења, покренути поступак за оцјењивање уставности и законитости пред Уставним судом;
- може да поднесе предлог да се приступи промјени Устава Републике;
- сазива и предсједава сједницама Сената као савјетодавног тијела највиших уставних институција Републике Српске;
- одређује који ће га потпредсједник Републике замјењивати у случају привремене спријечености да обавља своју функцију;
- обавља и друге послове у складу с Уставом.

## Мандат
Предсједник Републике има два потпредсједника из различитих конститутивних народа. Предсједника и потпредсједнике Републике бирају грађани непосредно и тајним гласањем на вријеме од четири године. Исто лице може бити изабрано за предсједника и потпредсједника Републике највише два пута узастопно.
Предсједник Републике и потпредсједници Републике директно се бирају са листе кандидата за предсједника Републике Српске, тако што је за предсједника изабран кандидат који оствари највећи број гласова, а за потпредсједнике су изабрани кандидати из друга два конститутивна народа који имају највећи број гласова иза изабраног предсједника Републике.

## Служба
Служба предсједника Републике обавља савјетодавне, стручно-аналитичке, организационе, административне и техничке послове у припреми и спровођењу одлука и аката које доноси предсједник Републике. Службом руководи генерални секретар предсједника Републике. Генерални секретар је наредбодавац за коришћење средстава која се буџетом Републике Српске додјељују за рад предсједника Републике.
Послови и задаци из надлежности Службе предсједника Републике организују се кроз:
- Кабинет предсједника Републике;
- Одјељење за правне и опште послове;
- Одјељење за материјално-финансијске послове;
- Одјељење за технички надзор и одржавање објекта;
- Јединицу за интерну ревизију.

У оквиру Кабинета предсједника Републике образује се Биро за уставни поредак који обавља административно-стручне послове за рад Савјета за заштиту уставног поретка Републике Српске. На челу Бироа је координатор.

## Однос с Владом
Предсједник Републике Српске:
- предлаже кандидата за предсједника Владе у року од десет дана од дана усвајања оставке, изгласавања неповјерења или престанка мандата претходној Влади због распуштања или скраћивања мандата Народне скупштине;
- ако оцијени да је дошло до кризе у функционисању Владе предсједник Републике може, на иницијативу најмање двадесет посланика Народне скупштине и пошто саслуша мишљење предсједника Народне скупштине и предсједника Владе, да затражи од предсједника Владе да поднесе оставку. Уколико предсједник Владе одбије да поднесе оставку, предсједник Републике га може разријешити;
- може да тражи од Владе да изложи ставове о појединим питањима, од значаја за Републику, да сазове сједницу Владе и стави на дневни ред питања из њене надлежности;
- за вријеме ратног стања и ванредног стања, којег прогласе институције БиХ, ако Народна скупштина не може да се састане, на предлог Владе, или по сопственој иницијативи и након што саслуша мишљење предсједника Народне скупштине, предсједник Републике доноси уредбе са законском снагом о питањима из надлежности Народне скупштине и именује и разрјешава функционере које бира, односно именује и разрјешава Народна скупштина.

## Потпредсједници Републике
Република Српска има и два потпредсједника, по једног из реда друга два конститутивна народа. Тренутни потпредсједници су: Ћамил Дураковић (Бошњак) и Давор Прањић (Хрват) .

## Предсједништво Републике
По Уставу Српске Републике Босне и Херцеговине (1992) улогу шефа државе је имао предсједник Републике. Међутим, уставним законом је прописано да до избора предсједника Републике његову функцију обављају чланови Предсједништва Социјалистичке Републике БиХ српске националности изабрани на изборима 18. новембра 1990. године. Тако су вршиоци дужности предсједника били Биљана Плавшић и Никола Кољевић.
Предсједништво је званично формирано 12. маја 1992. усвајањем измјена и допуна уставног закона. Прописано је да до избора предсједника Републике његову функцију обавља Предсједништво од три члана које бира Скупштина српског народа у Босни и Херцеговини. За чланове су изабрани: др Радован Караџић, проф. др Биљана Плавшић и проф. др Никола Кољевић. За предсједника Предсједништва је изабран Радован Караџић.
Званичан назив Предсједништва у периоду од 12. маја до 12. августа 1992. године је био Предсједништво Српске Републике Босне и Херцеговине, а од 12. августа до 17. децембра 1992. године Предсједништво Републике Српске.
      Српска демократска странка (СДС)
| Чланови                        | Предсједништво Републике Српске | Предсједништво Републике Српске | Предсједништво Републике Српске | Животни вијек | Мандат        | Мандат             | Странка                    | Напомена | Напомена |
| ------------------------------ | ------------------------------- | ------------------------------- | ------------------------------- | ------------- | ------------- | ------------------ | -------------------------- | -------- | -------- |
| Предсједавајући Предсједништва | Радован Караџић                 |                                 | Радован Караџић                 | 1945.         | 12. мај 1992. | 17. децембар 1992. | Српска демократска странка |          |          |
| члан Предсједништва            | Биљана Плавшић                  |                                 | Биљана Плавшић                  | 1930.         | 12. мај 1992. | 17. децембар 1992. | Српска демократска странка |          |          |
| члан Предсједништва            | Никола Кољевић                  |                                 | Никола Кољевић                  | 1936 — 1997.  | 12. мај 1992. | 17. децембар 1992. | Српска демократска странка |          |          |

## Списак предсједника Републике
Српска демократска странка (СДС)
      Српска радикална странка Републике Српске (СРС РС)
      Социјалистичка партија (СП)
      Савез независних социјалдемократа (СНСД)
| Ред  | Предсједник Републике Српске | Предсједник Републике Српске | Предсједник Републике Српске     | Животни вијек | Мандат — Изборни мандати | Мандат — Изборни мандати | Странка                                                                                | Напомена                                                                           | Потпредсједник/ци                                                                               |
| ---- | ---------------------------- | ---------------------------- | -------------------------------- | ------------- | ------------------------ | ------------------------ | -------------------------------------------------------------------------------------- | ---------------------------------------------------------------------------------- | ----------------------------------------------------------------------------------------------- |
| 1.   | Радован Караџић              |                              | Радован Караџић                  | 1945.         | 17. децембар 1992.       | 19. јул 1996.            | Српска демократска странка                                                             |                                                                                    | Биљана Плавшић Никола Кољевић                                                                   |
| 2.   | Биљана Плавшић               |                              | Биљана Плавшић                   | 1930.         | 19. јул 1996.            | 4. новембар 1998.        | Српска демократска странка (до августа 1997) Српски народни савез РС (од августа 1997) |                                                                                    | Драгољуб Мирјанић                                                                               |
| 2.   | Биљана Плавшић               | 1996.                        | Биљана Плавшић                   | 1930.         |                          |                          | Српска демократска странка (до августа 1997) Српски народни савез РС (од августа 1997) |                                                                                    | Драгољуб Мирјанић                                                                               |
| 3.   | Никола Поплашен              |                              | Никола Поплашен                  | 1951.         | 4. новембар 1998.        | 2. септембар 1999.       | Српска радикална странка Републике Српске                                              | Смијењен одлуком Високог представника у БиХ Карлоса Вестендорпа.                   | Мирко Шаровић                                                                                   |
| 3.   | Никола Поплашен              | 1998.                        | Никола Поплашен                  | 1951.         |                          |                          | Српска радикална странка Републике Српске                                              | Смијењен одлуком Високог представника у БиХ Карлоса Вестендорпа.                   | Мирко Шаровић                                                                                   |
| -    |                              |                              | вршилац дужности: Петар Ђокић    | 1961.         | 2. септембар 1999.       | 26. јануар 2000.         | Социјалистичка партија                                                                 | Предсједник Народне скупштине Републике Српске који је вршио дужност Предсједника. | Мирко Шаровић                                                                                   |
| -    | —                            |                              | вршилац дужности: Петар Ђокић    | 1961.         |                          |                          | Социјалистичка партија                                                                 | Предсједник Народне скупштине Републике Српске који је вршио дужност Предсједника. | Мирко Шаровић                                                                                   |
| 4.   | Мирко Шаровић                |                              | Мирко Шаровић                    | 1956.         | 26. јануар 2000.         | 28. новембар 2002.       | Српска демократска странка                                                             |                                                                                    | Драган Чавић од 2000. до 2002.                                                                  |
| 4.   | Мирко Шаровић                | 2000.                        | Мирко Шаровић                    | 1956.         |                          |                          | Српска демократска странка                                                             |                                                                                    | Драган Чавић од 2000. до 2002.                                                                  |
| 5.   | Драган Чавић                 |                              | Драган Чавић                     | 1958.         | 28. новембар 2002.       | 9. новембар 2006.        | Српска демократска странка                                                             |                                                                                    | Адил Османовић и Иван Томљеновић                                                                |
| 5.   | Драган Чавић                 | 2002.                        | Драган Чавић                     | 1958.         |                          |                          | Српска демократска странка                                                             |                                                                                    | Адил Османовић и Иван Томљеновић                                                                |
| 6.   | Милан Јелић                  |                              | Милан Јелић                      | 1956—2007.    | 9. новембар 2006.        | 30. септембар 2007.      | Савез независних социјалдемократа                                                      | Умро од срчаног удара.                                                             | Адил Османовић и Давор Чордаш                                                                   |
| 6.   | Милан Јелић                  | 2006.                        | Милан Јелић                      | 1956—2007.    |                          |                          | Савез независних социјалдемократа                                                      | Умро од срчаног удара.                                                             | Адил Османовић и Давор Чордаш                                                                   |
| -    | Игор Радојичић               |                              | вршилац дужности: Игор Радојичић | 1966.         | 30. септембар 2007.      | 9. децембар 2007.        | Савез независних социјалдемократа                                                      | Предсједник Народне скупштине Републике Српске који је вршио дужност Предсједника. | Адил Османовић и Давор Чордаш                                                                   |
| -    | Игор Радојичић               | —                            | вршилац дужности: Игор Радојичић | 1966.         |                          |                          | Савез независних социјалдемократа                                                      | Предсједник Народне скупштине Републике Српске који је вршио дужност Предсједника. | Адил Османовић и Давор Чордаш                                                                   |
| 7.   |                              |                              | Рајко Кузмановић                 | 1931.         | 9. децембар 2007.        | 15. новембар 2010.       | Савез независних социјалдемократа                                                      |                                                                                    | Адил Османовић и Давор Чордаш                                                                   |
| 7.   | 2007.                        |                              | Рајко Кузмановић                 | 1931.         |                          |                          | Савез независних социјалдемократа                                                      |                                                                                    | Адил Османовић и Давор Чордаш                                                                   |
| 8.   | Милорад Додик                |                              | Милорад Додик                    | 1959.         | 15. новембар 2010.       | 19. новембар 2018.       | Савез независних социјалдемократа                                                      |                                                                                    | Енес Суљкановић и Емил Влајки од 2010. до 2014. Рамиз Салкић и Јосип Јерковић од 2014. до 2018. |
| 8.   | Милорад Додик                | 2010, 2014.                  | Милорад Додик                    | 1959.         |                          |                          | Савез независних социјалдемократа                                                      |                                                                                    | Енес Суљкановић и Емил Влајки од 2010. до 2014. Рамиз Салкић и Јосип Јерковић од 2014. до 2018. |
| 9.   |                              |                              | Жељка Цвијановић                 | 1967.         | 19. новембар 2018.       | 15. новембар 2022.       | Савез независних социјалдемократа                                                      |                                                                                    | Рамиз Салкић и Јосип Јерковић                                                                   |
| 9.   | 2018.                        |                              | Жељка Цвијановић                 | 1967.         |                          |                          | Савез независних социјалдемократа                                                      |                                                                                    | Рамиз Салкић и Јосип Јерковић                                                                   |
| (8.) |                              |                              | Милорад Додик                    | 1959.         | 15. новембар 2022.       |                          | Савез независних социјалдемократа                                                      | Актуелни предсједник                                                               | Ћамил Дураковић и Давор Прањић                                                                  |
| (8.) | 2022.                        |                              | Милорад Додик                    | 1959.         |                          |                          | Савез независних социјалдемократа                                                      | Актуелни предсједник                                                               | Ћамил Дураковић и Давор Прањић                                                                  |